# فيفيان سيمبسون (لاعب كرة قدم)
فيفيان سيمبسون (بالإنجليزية: Vivian Simpson)‏ هو لاعب كرة قدم بريطاني (وحمل سابقاً جنسية المملكة المتحدة لبريطانيا العظمى وأيرلندا) في مركز مهاجم داخلي، ولد في 1883 في شفيلد في المملكة المتحدة، وتوفي في 1918. لعب مع شيفيلد وينزداي ونادي شيفيلد ونادي نورثن نومادز ونورويتش سيتي.